# مطار شينغي
مطار شينغي (بالإنجليزية: Xingyi Airport)‏ و(بالصينية: 兴义机场) (إياتا: ACX، إيكاو: ZUYI) مطار عام يقع بمدينة شينغيي، قويتشو في الصين. .

## شركات الطيران والوجهات
| شركـات طيـران             | الوجهات |
| ------------------------- | --- |
| 9 Air                     | مطار تشانغشا هوانغوا الدولي، مطار قوييانغ لونغدونغابو الدولي                                                                                  |
| Air Chang'an              | مطار هايكو ميلان الدولي، مطار شيان شيانيانغ الدولي                                                                                            |
| Chengdu Airlines          | مطار تشنغدو شوانغليو الدولي، مطار فوتشو تشانغله الدولي، مطار شينزين باوان الدولي                                                              |
| خطوط شرق الصين الجوية     | مطار شانغهاي بودنغ الدولي |
| طيران الصين اكسبرس        | مطار بيجي فيشونغ، مطار تشونغتشينغ جيانغبى الدولي، مطار قوييانغ لونغدونغابو الدولي، مطار نانينغ وشو الدولي، مطار قوزهو، Wuhu، مطار زوني شينزهو |
| خطوط جنوب الصين الجوية    | مطار قوانغتشو باييون الدولي |
| China United Airlines     | مطار بكين داشينغ الدولي، مطار فوشان شادي، مطار هويزهو بينجتان                                                                                 |
| Colorful Guizhou Airlines | مطار قوييانغ لونغدونغابو الدولي، مطار نانجينغ الدولي                                                                                          |
| خطوط سيتشوان الجوية       | مطار جييانغ شاوشان، مطار كونمينغ جانغشوي الدولي، مطار تونغرين فينغوانغ                                                                        |

## وصلات خارجية
- http://www.flightstats.com/go/Airport/airportDetails.do?airportCode=ACX